# ریوودوتری
ریوودوتری (به ایتالیایی: Rivodutri) یک کومونه در ایتالیا است که در استان ریتی واقع شده‌است.

## خصوصیات
ریوودوتری ۲۶٫۸۵ کیلومترمربع مساحت و ۱٬۳۱۲ نفر جمعیت دارد و ۵۶۰ متر بالاتر از سطح دریا واقع شده‌است.